# Тасе-нага
Тасе-нага, или тангса (Haimi, Hawa, Heimi, Kuwa, Pangmi, Pangwa, Rangpan, Rangpang, Tangshang, Tangwa, Cham Chang, Tangsa, Tangshang, Tasey) — сино-тибетский язык, на котором говорят в городках Танай, Шинбвиян округа Миткина штата Качин и в городках Кхамти, Лахе, Наньюн, Пангсау округа Кхамти области Сикайн в Мьянме, а также на территории Намчик долины реки Тирап, на восточных холмах округа Чангланг на юго-востоке штата Аруначал-Прадеш в Индии.
У языка тангса существует много диалектов: в Мьянме — асен (аасен, ракса, хансин, яса), боте (бонгтай, бутай, нокпа, нукпа, хтейнпа), гавкчунг (кочонг), гакат (вакка, ванга), гакчан (гашан), гаха (халум), джёнги (донгай, донги, донгхее), кайсан (кьетсан), кон (йонгкон, кьяван, чаванг, явнгкон), котлум (кавлум), кумка (кум-га, кумга), кхалак (хкалак), лакки (лакай), лама, лоньюнг (галавн, галун), лочанг (лангшин, ланчейн), лумну, лунгкхи (лонгкхай), лунгри, майтай (мейтей, митай), мику (майхку), митай (майтай), мошанг (мавшанг), мунгре (мавранг, моранг), нахен (нахим, нахин), нгаймонг (маймонг, нгаймау), пингку (пьенгоо), ранчи (рангчейн), рану, рара, раса, рера (ронранг), рингкху (рангкху), риха (лулум), сансик (сикньо, сикпо, шейкньо), токе (тавкай), хакхун (гакхун), хакхю (гакхи, хакхии, хатсе, хачи), хаман (гаман), хапав, хасик (авла, авлай, ладжу), хаченг (хакьяй), хачум (гачунг, чумнью, чумса), хенчин (санчинг, шангчейн), хокук, чамкок (тамко, тхамкок), чампханг (тхампханг), чамчанг (кимсинг), чолим (тавлум, тулим, тулум), чуйо (ванггу, вангоо), шангван (чангван, шаввел, шангвал), шангти (шангтай, шангтхи), шекю (санке, сангче, шаэкдженг, шаэкьеу), шокра (савкранг, шаукра, шогранг), янгно. В Индии — йогли (джугли), йонгкук (юкок), кимсинг (кхемсинг, санке, сечу, чамчанг, шангге, шечу), лонгпхи (лонгкхи), лунгри, лунгчанг, мити, моклум, мосанг (хева), мунграй (моранг), нгему, понтхай, ронгранг (поэрах), сангвал, сангче, тайпи, тикхак, тонглим (тангрим), тутса, хаве (хавой), хигтсии, хигшо.
Носители диалекта кимсинг могут хорошо понимать все остальные диалекты. Кимсинг похож на тутса, а хингшо на нокте. Племена кимсинг, может насчитываться до 36 племён, наиболее влиятельны. Тасе-нага — группа, которая в Мьянме называется как тангшанг и в Индии как тангса, а «тасе» произносят своё название как чамчанг (кимсинг).